# Macrostemum bellum
Macrostemum bellum är en nattsländeart som först beskrevs av Banks 1916.  Macrostemum bellum ingår i släktet Macrostemum och familjen ryssjenattsländor. Inga underarter finns listade i Catalogue of Life.